# クロード・フィッシャー
クロード・フィッシャー（Claude S. Fischer、1948年-）は、アメリカの社会学者で、カリフォルニア大学バークレー校の教授である。専門は都市社会学。

## 人物
1948年フランスのパリに生まれる。4歳のときにアメリカへ移る。1972年、ハーバード大学で社会学の博士号を取得した。その後、現在に至る。

## 研究
フィッシャーの初期の研究は、都市生活における社会心理学に注目していた。1982年、『友人のあいだで暮らす:北カリフォルニアのパーソナル・ネットワーク』（原題To Dwell Among Friends: Personal Networks in Town and City）を、1984年、『都市的体験：都市生活の社会心理学』（原題The Urban Experience）を発表した。その中で、社会のネットワーク状のつながりに注目し、「下位文化理論」を作り上げた。フィッシャーは他にも、アメリカの社会史を研究しており、1992年、『電話するアメリカ―テレフォンネットワークの社会史』（原題America Calling: A Social History of the Telephone to 1940）を発表した。

## 書籍
- Lurching Toward Happiness in America.  Boston Review, MIT Press(2014)
- Still Connected: Family and Friends in America Since 1970. Russell Sage Foundation(2011)
- Made in America: A Social History of American Culture and Character (2010)
- Century of Difference: How America Changed in the Last One Hundred Years. (with Hout). New York: Russell Sage. (2006)
- Inequality by Design: Cracking the Bell Curve Myth, (with Hout, Lucas, Sánchez-Jankowski, Swidler and Voss), Princeton, NJ: Princeton University Press (1996)
- America Calling: A Social History of the Telephone to 1940, University of California Press. (1992)=吉見俊哉、松田美佐、片岡みい子訳 『電話するアメリカ―テレフォンネットワークの社会史』、NTT出版、2000年
- The Urban Experience. Second edition. San Diego: Harcourt Brace Jovanovich. (1984)=松本康、前田尚子訳『都市的体験 : 都市生活の社会心理学』、未来社、1996年
- To Dwell Among Friends: Personal Networks in Town and City. University of Chicago. (1982)=松本康、前田尚子訳『友人のあいだで暮らす:北カリフォルニアのパーソナル・ネットワーク』、未来社、2002年
- Networks and Places: Social Relations in the Urban Setting. (with Jackson, Stueve, Gerson, Jones, and Baldassare). New York: Free Press. (1977)
- Human Aggression and Conflict. (with Scherer and Abeles), Englewood Cliffs, N.J.: Prentice Hall. (1975)